# GMA・T.33

GMA・T.33もしくはゴードン マーレー オートモーティブ・T.33(英:Gordon Murray Automotive T.33)はイギリスの自動車メーカーであるGMAが製造しているスーパーカーである。

## 概要
現地時間で2022年1月27日17時にGMAはT.50に次ぐ、市販スーパーカー第二弾として発表した。生産台数は全世界合計100台となっている。発表の後、48時間程で100台全てが完売になったとされている。
エンジンに関してはコスワースと共同開発した''GMA.2''と呼ばれる3994cc 65度 V12 エンジンで、エンジンの単体重量は178kg。最高出力は615ps/10500rpm、最大トルクは451Nm/9000rpm、最高回転数は11100rpmに達するとされている。トルクは2500rpmで最大値の75％、4500〜10500rpmで90％を発生する。また、564ps/tという馬力荷重比は、ゴードン・マレーが1990年代に製作したマクラーレン・F1をも凌ぐとされている。